# MEGAQUAKE 巨大地震
MEGAQUAKE 巨大地震（メガクエイク きょだいじしん）は、NHKスペシャルで放送された巨大地震について取り扱うシリーズ企画。2010年にシリーズ1のMEGAQUAKE 巨大地震、2012年にシリーズ2のMEGAQUAKE 巨大地震 II（メガクエイク きょだいじしん ツー）、2013年にシリーズ3のMEGAQUAKE 巨大地震 III（メガクエイク きょだいじしん スリー）が放送された。また、2013年にBS1スペシャルでTHE NEXT MEGAQUAKE（ザ ネクスト メガクエイク）が放送された。
ナショナルジオグラフィックチャンネルとの国際共同制作。NHKオンデマンドでも配信されている。

## 概要

### MEGAQUAKE 巨大地震
1995年1月17日に発生した阪神・淡路大震災を経て地震のメカニズムに関する知見は飛躍的に高まった。また、大都市が大地震に襲われた時の被害も深刻なものになった。この地震を題材に、地震予知、地震発生時の現象の解析、長周期地震動、大都市を襲う津波の被害の面から巨大地震に迫る。
第1回 次の巨大地震をつかめ 人類の果てしなき闘い
2010年1月10日放送
高精度な地震計やGPSを駆使した観測網で地中の様子を捉え、アスペリティの存在を確認して周期的な地震についてはある程度の予測ができる様になった。同時に、空白域の存在も明らかになり、これが次の大地震の震源域となる可能性を指摘する。一方で、地層の調査などから記録にない大地震や大津波の存在も明らかになった。日本で想定される東海・東南海・南海地震が更に大きな震源域を抱えて連動する巨大な地震となり得る可能性をはじめ世界各地に潜む大地震の可能性を追う。
第2回 KOBE 15秒の真実 そのとき地下で何が
2010年1月17日放送
神戸の大都市を直撃した兵庫県南部地震で得られた膨大なデータから、地下で何が起きたのか、地震発生のメカニズムを追い、多くの家屋の倒壊、高架道路の転倒、新興住宅地で発生した地滑り等を引き起こすに至った経過をVFXを駆使した映像で再現する。
第3回 巨大都市を未知の揺れが襲う 長周期地震動の脅威
2010年3月7日放送
1985年にメキシコシティを襲った地震では、震源域より400Km離れた都市で大きな揺れが観測され、特定の高さの建造物に被害が集中した。この原因を突き詰める中で地震波と地質の複合作用で拡大する長周期地震動の存在が明らかになる。日本ではスーパーコンピューターによる解析で東京・名古屋・大阪をはじめとする大都市で長周期地震動が拡大する可能性が指摘される一方で、これまでの建築ではその可能性が考慮されていなかった事を指摘し、長周期地震動に襲われた大都市で想定される事象をドラマで再現する。
第4回 TSUNAMI 襲来の悪夢
2010年3月14日放送
2004年のスマトラ島沖地震で発生された巨大津波は沿岸に多大な被害を及ぼした。次に巨大津波が襲うと危惧されているのは日本である。海底や堆積物の調査から日本に起こった過去の巨大な津波の存在を明らかにして次に起こり得る津波の規模を予測するとともに、高精度なコンピューターシミュレーションで大都市を襲う津波の姿を明らかにする。これまで津波の洗礼を受けたことのない近代都市が未曽有の津波に襲われた時の様子をドラマ仕立てで再現する。

### MEGAQUAKE 巨大地震 II
2011年3月11日に発生した東日本大震災は、これまで科学者が築き上げてきた地震に関する知見、想定を大きく上回る規模の事象だった。また、引き起こされた津波の規模も想定を大きく超えていた。地震の原因となるアスペリティ、巨大な津波を引き起こしたメカニズム、地震で引き起こされる液状化現象や火山活動の活発化を含めた最悪の事態の想定の面から巨大地震に迫る。
第1回 いま日本の地下で何が起きているのか
2012年4月1日放送
高精度な地震計やGPSによる観測網を駆使して、海溝型地震の発生メカニズムとして注目されるアスペリティの存在を解析する手法は飛躍的に発達し、周期的に起こる地震についてはある程度の予測が出来る段階に至った。だが、東北地方太平洋沖地震については、その原因となる巨大なアスペリティを事前に把握できなかった。地震で得られたデータをもとに、見逃されていたアスペリティの破壊を中心に地下で何が起こったのかを可視化する。
第2回 津波はどこまで巨大化するか
2012年4月8日放送
東北地方太平洋沖地震で発生した津波が何故ここまで巨大化したかを、連動した地震の複合作用、プレート境界のダイナミックオーバーシューティングの面から追い、その現象を可視化する。また、改めて巨大津波の痕跡の調査が行われる様子を追い、現在は巨大地震が頻発する「活動期」に入った可能性を指摘する。
第3回 “大変動期” 最悪のシナリオに備えろ
2012年6月9日放送
東北地方太平洋沖地震の前後で日本列島の地殻構造に加わる力が大きく変化し、これまで東北地方は圧縮されていたものが一転して引き伸ばされる様になった。これにつられて関東地方に新たな歪が生じ地震が頻発している。また、地殻構造に加わる力の変化が地下のマグマを刺激し、火山活動を活発にする可能性が指摘される。日本の貞観地震の前後に大地震や火山の噴火が頻発した歴史、世界の各地でも大地震と火山の噴火が連動している事例をもとに、3月11日の地震以降の日本が活動期に入っている可能性を指摘し、起こり得る最悪の想定をドラマ仕立てで再現する。

### MEGAQUAKE 巨大地震 III
第1回 次の直下地震はどこか 〜知られざる活断層の真実〜
2013年4月7日放送
第2回 揺れが止まらない 〜“長時間地震動”の衝撃〜
2013年4月14日放送
第3回 よみがえる関東大震災 〜首都壊滅・90年目の警告〜
2013年8月31日放送
第4回 南海トラフ 見え始めた“予兆”
2013年9月1日放送

### THE NEXT MEGAQUAKE
2013年3月10日にBS1スペシャルで放送され、2013年3月28日・4月4日に総合テレビで「NHKスペシャル」として放送された。MEGAQUAKE IIを再編集したもので、内容はIIに準じる。地上波における初回放送時は第2部が先に放送され、第1部が後から放送された（4月6日の再放送時には順番通りに放送された）。
第1部 3.11 巨大地震 〜明らかになる地殻変動〜
第2部 “大変動期” 最悪のシナリオに備えろ

## スタッフ
- 音楽: 菅野祐悟
- 語り: 伊武雅刀・中條誠子（MEGAQUAKE 巨大地震）、仲村トオル（MEGAQUAKE 巨大地震 II）、濱中博久（THE NEXT MEGAQUAKE）、北村有起哉・礒野佑子（MEGAQUAKE 巨大地震 III）

## 関連商品

### DVD
BOX版のみ記す。各回ごとの購入も可能。
- NHKスペシャル MEGAQUAKE 巨大地震 DVD-BOX（4枚組）（2010年6月25日）[2]
- NHKスペシャル MEGAQUAKE II 巨大地震 DVD-BOX（3枚組）（2012年9月21日）[3]
- NHKスペシャル MEGAQUAKE III 巨大地震 DVD-BOX（4枚組）（2014年1月24日）[4]

### Blu-ray
BOX版のみ記す。各回ごとの購入も可能。
- NHKスペシャル MEGAQUAKE II 巨大地震 ブルーレイBOX（3枚組）（2012年9月21日）[5]
- NHKスペシャル MEGAQUAKE III 巨大地震 ブルーレイBOX（4枚組）（2014年1月24日）[6]

### CD
- オリジナル・サウンドトラック NHKスペシャル MEGAQUAKE 巨大地震（2010年3月10日）

### 書籍
- MEGAQUAKE 巨大地震（2010年2月26日）
- NHKスペシャル MEGAQUAKE II 巨大地震 日本列島 "大変動期" 最悪のシナリオに備えろ（2012年8月28日）